# Marynów (Trzebnice)
Marynów – nieoficjalna kolonia wsi Trzebnice w Polsce położona w województwie dolnośląskim, w powiecie polkowickim, w gminie Chocianów.